# Krystyna Makowska
Krystyna Makowska – polska lekarz weterynarii, doktor habilitowany nauk weterynaryjnych, adiunkt na Uniwersytecie Warmińsko-Mazurskim w Olsztynie, specjalistka od fizjologii zwierząt, biochemii i toksykologii.

## Kariera naukowa
W 2015 roku na Uniwersytecie Warmińsko-Mazurskim w Olsztynie uzyskała tytuł lekarza weterynarii. W 2019 roku została zatrudniona na tejże uczelni, a w 2020 roku na jej Wydziale Medycyny Weterynaryjnej uzyskała stopień doktora nauk rolniczych w zakresie weterynarii na podstawie rozprawy pt. Wpływ wybranych czynników fizjologicznych i patologicznych na liczebność i neurochemiczną charakterystykę neuronów immunoreaktywnych wobec peptydu kodowanego genem kalcytoniny (CGRP) na terenie jelitowego układu nerwowego okrężnicy zstępującej świni domowej, której promotorem był Sławomir Gonkowski. W 2023 roku ta sama uczelnia nadała jej stopień doktora habilitowanego nauk weterynaryjnych na podstawie pracy pt. Bisfenol A i jego analog bisfenol S jako czynniki wpływające na neurochemiczną charakterystykę neuronów jelitowego układu nerwowego zlokalizowanego na terenie żołądka i okrężnicy wybranych gatunków ssaków.